# Alseodaphne garciniicarpa
Alseodaphne garciniicarpa är en lagerväxtart som beskrevs av Kostermans. Alseodaphne garciniicarpa ingår i släktet Alseodaphne och familjen lagerväxter. Inga underarter finns listade i Catalogue of Life.